# لي يو يونغ
لي يو يونغ هي ممثلة كورية جنوبية ولدت في 8 ديسمبر 1989.

## فيلموغرافيا

### افلام
- الخائن (2015)

### مسلسلات تلفزيونية
| عام  | عنوان               | الدور                     | قناة البث        | ملاحظات              | مراجع         |
| ---- | ------------------- | ------------------------- | ---------------- | -------------------- | ------------- |
| 2016 | Clocking Out        | ماي جو                    | نافير تي في كاست | ظهور خاص             | [ 2 ]         |
| 2017 | Tunnel              | شين جاي يي                | أو سي إن         |                      | [ 3 ]         |
| 2018 | You Drive Me Crazy  | اون سونغ                  | إم بي سي         |                      | [ 4 ]         |
| 2018 | Your Honor          | سونغ سو اوث               | إس بي إس         |                      | [ 5 ]         |
| 2019 | My Fellow Citizens! | كيم مي يونغ               | كي بي إس 2       |                      | [ 6 ]         |
| 2019 | The Lies Within     | كيم سيو هي                | أو سي إن         |                      | [ 7 ]         |
| 2020 | SF8                 | غان هو جونغ / يون جونغ إن | إم بي سي         | الحلقة: "الصلاة"     |               |
| 2020 | دراما خلصة          | لي جو يونغ                | كي بي إس 2       | الحلقة: ""آثار الحب" | [ 8 ]         |
| 2021 | دكتور برين          | جونغ جاي يي               | أبل تي في        |                      | [ 9 ]         |
| 2022 | من الداخل           | أو سو ايون                | جي تي بي سي      |                      | [ 10 ] [ 11 ] |

## روابط خارجية
لي يو يونغ على موقع IMDb (الإنجليزية)
- لي يو يونغ على موقع روتن توميتوز (الإنجليزية)
- لي يو يونغ على موقع روتن توميتوز (الإنجليزية)
- لي يو يونغ على موقع ألو سيني (الفرنسية)
- لي يو يونغ على موقع قاعدة بيانات الفيلم (الإنجليزية)
- لي يو يونغ على موقع كينوبويسك (الروسية)